# ITER
ITER je mednarodni poskus izdelave tokamaka, ki bo zgrajen v Franciji. Z njim naj bi prikazali znanstveno in tehnološko zmožnost polnega jedrskega fuzijskega reaktorja. Osnova programa so raziskave na prejšnjih napravah, ITER pa bo mnogo večji od njih. Program naj bi trajal 30 let - 10 let za gradnjo in 20 let delovanja - stal pa bi približno 10 milijard evrov, s čimer naj bi bil drugi najdražji znanstveni projekt po Mednarodni vesoljski postaji. Po dolgoletnih posvetovanjih je bilo junija 2005 odločeno, da bo ITER zgrajen v Cadaracheju v Franciji. 21. novembra 2006 se je 10 držav članic uradno odločilo, da bodo skupaj financirale ta projekt.
Po izjavah konzorcija ITER naj bi fuzijska energija ponujala »okoljsko nenevaren, široko uporaben in praktično neizčrpen« vir električne energije, to pa so lastnosti, ki bodo potrebne pri naraščajoči svetovni porabi energije in hkratnemu zmanjšanju izpustov toplogrednih plinov, kar naj bi upravičevalo ta drag projekt.
ITER je zasnovan za proizvodnjo približno 500 MW fuzijske energije, ki naj bi trajala 500 sekund (kar je zelo veliko v primerjavi z najboljšim dosežkom projekta Joint European Torus, ki je znašal 16 MW v času manj kot eno sekundo). To je znatna količina energije za raziskave fuzijske energije, saj naj bi bodoče fuzijske elektrarne ustvarjala okoli 3000-4000 MW toplotne moči. Čeprav bo ITER proizvajal energijo v obliki toplote, ustvarjena toplota ne bo uporabljena za proizvodnjo elektrike.
ITER je bil sprva kratica za International Thermonuclear Experimental Reactor tj. Mednarodni eksperimentalni termonuklearni reaktor. To ime je bilo opuščeno zaradi slabega prizvoka izrazov »termonuklearni« in »eksperimentalni«. Iter v latinščini pomeni tudi »pot«, ta pomen pa odraža vlogo projekta ITER v izkoriščanju jedrske fuzije kot miroljuben vir energije.
ITER naj bi predstavljal vez med današnjimi raziskavami fizike plazme in prihodnjimi fuzijskimi elektrarnami za proizvodnjo elektrike. Trenutno je v gradnji, prvo delovanje s plazmo pa je predvideno v letu 2025.
Eksperimentalni reaktor ITER bo deloval na fuzijo devterija in tritija. Tritij bo nastajal z jedrsko reakcijo iz litija v reaktorjevem plašču.